# Dyanne Bito
Dyanne Bito, född 10 augusti 1981 i Curaçao, är en nederländsk före detta fotbollsspelare (försvarare). Hon spelade under sin karriär för Heike Rheine, ADO Den Haag, AZ Alkmaar och Telstar. Mellan år 2000 och 2015 spelade hon även för det nederländska landslaget.
Hon har ett förhållande med Claudia van den Heiligenberg som även hon spelar i landslaget.